# Cueva del Hundidero
La cueva del Hundidero está situada en el municipio de Montejaque, en la provincia de Málaga, España. Es en realidad las bocas del sistema espeleológico denominado sistema Hundidero-Gato, aunque habitualmente se suele conocer a todo el conjunto por el nombre de cueva del Gato. Fue declarada Monumento Natural de Andalucía en 2019.

## Descripción
La enorme boca de la cueva de Hundidero se abre al fondo de una garganta que en tiempos conducía las aguas del río Guadares, también llamado Campobuche, y donde se adentran las aguas procedentes de los arroyos y drenaje de lluvias de la parte nororiental de la sierra del Caíllo-Endrinal, con una impresionante altura en la entrada de unos 60 metros. El discurrir del agua del río se ve interrumpido por la construcción de la presa de los Caballeros a principios del siglo XX, unos 400 metros antes de adentrarse en dicha cavidad y aparecer por la cueva del Gato, ya declarado monumento natural, tras salvar un desnivel de 180 metros y recorrer unos 4 km. 
Además de la boca, el monumento natural consta del río Gaduares y sus riberas desde el muro del pantano hasta la boca de Hundidero, poblada por una representativa vegetación de ribera. La cavidad alberga una de las mayores colonias sedentarias de murciélagos cavernícolas. Por una parte, destaca los escarpes rocosos formados por los cerros Tavizna y Taviznilla, con sus estratos verticales, en cuyos pies se esparcen inmensos bloques calizos, frutos de la intensa fracturación de las calizas y manifestaciones sísmicas. Esta zona ofrece buena muestra de las estructuras y evolución geológica de las sierras subbéticas.